# Karoserie

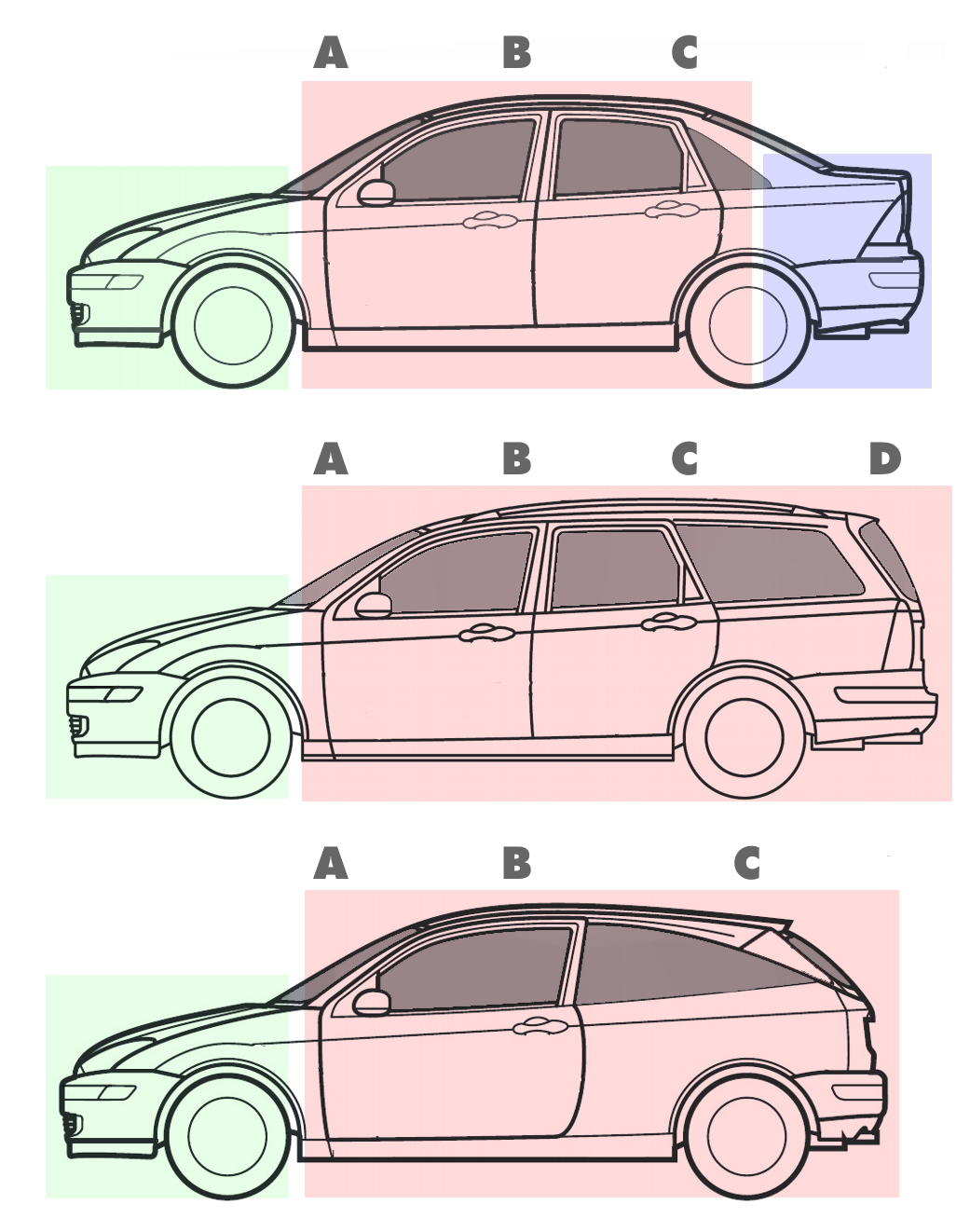
Typické konfigurace karosérie: sedan, kombi a hatchback

Karoserie je část vozidla, určená k přepravě osob a nákladu a k jejich ochraně před nepříznivými vnějšími vlivy (počasí, ...). Zajišťuje komfort a díky deformačním zónám i ochranu při dopravních nehodách.
U osobních automobilů se dnes používá samonosná karoserie, u nákladních automobilů je karoserií kabina řidiče i prostor pro náklad a jedná se o podvozkovou karoserii. Karoserie je buď vyrobena spolu s automobilem, nebo je vyroben nejprve podvozek, který je následně okarosován buď přímo výrobcem podvozku, nebo karosářem.
- První karoserie měly kostru z jasanových latí, která byla pobitá plechem. Dřevo pohlcuje chvění a bylo výborným materiálem. Přestalo se ale používat, protože dřevěné karoserie byly příliš těžké-tak se postupně přešlo na karoserie celoplechové.

## Druhy karoserií osobních automobilů
Karoserie osobních automobilů se dají dělit do několika druhů. Důležitými hledisky pro rozdělení bývá počet dveří, provedení střechy a zádě vozidla a počet sedadel. Dělí se do tří základních kategorií: uzavřená karoserie (např. hatchback, sedan, kombi, …), měnitelná karoserie [kabriolet, targa (tj. automobil s pevnou střechou, která se dá sundat) a další] a otevřená karoserie (roadster, turer a další).